# Mi mujer se ha casado
Mi mujer se ha casado (título original coreano: 아내가 결혼했다; RR: Anaega gyeolhonhaetda; título en inglés: My wife got married) es una película coreana del año 2008, dirigida por Jeong Yoon-soo y protagonizada por Kim Joo-hyuk y SonYe-jin. Es una adaptación de la novela del mismo título, escrita por Park Hyun-wook, que fue un éxito de ventas en su país.

## Argumento
Deok-hoon se encuentra casualmente en el metro de Seúl a una antigua compañera de trabajo In-ah, y ese mismo día comienza entre ellos una relación apasionada. Ella, sin embargo, no acepta que sea exclusiva y desea seguir conociendo a otros hombres, algo que Deok-hoon intenta evitar pidiéndole que se case con él. In-ah se niega repetidamente a ello, aunque por fin accede a casarse, a condición de mantener siempre su propia libertad. Deok-hoon acepta, esperando que de todos modos In-ah no haga uso de ella. Sin embargo, cuando In-ah tiene que ir a vivir a otra ciudad por motivos de trabajo, entabla una nueva relación con un compañero, Jae-kyung, y dice a Deok-hoon que va a casarse también con él, sin que esto suponga un divorcio previo, pues quiere seguir también con su Deok-hoon. Este, a pesar de los celos que siente, está tan enamorado que termina por aceptar la situación. Así, In-ah divide su tiempo entre los dos maridos, Jae-kyung durante la semana en su lugar de trabajo, y Deok-hoon durante los fines de semana, cuando vuelve a Seúl. Pero la situación se complica ulteriormente cuando ella queda embarazada y da a luz a una niña. Deok-hoon está desesperado por saber quién es el padre biológico de la niña, mientras que In-ah pretende que ambos compartan la paternidad. Cuando Deok-hoon descubre finalmente quién es el padre, provoca una crisis a consecuencia de la cual In-ah se escapa a España abandonando a sus dos maridos. Durante unos meses, ambos, que habían mantenido una relación muy difícil, empiezan a aceptarse mutuamente. Tras una llamada de In-ah, los dos toman juntos el avión para encontrarse con ella y la niña en España.